# 项克方
项克方（1913年—2000年2月8日），曾用名项志润，出生于上海，中国银行驻港总稽核、中国银行副董事长、副行长。

## 生平
30年代初期在协鑫银号工作。1936年在中国银行上海分行松江办事处任办事员，参与上海市职业界救国会的抗日救亡运动和上海市银钱业联谊会的工作。 1937年由上海银业界总支书记张承宗介绍入中國共產党，于1938年成立上海中行地下党支部。
1949年参与了中国银行在上海的护产、接管，任上海分行经理。
1950年6月初，中国人民银行派遣项克方、庄世平、张锡荣、孙文敏、闵一民等人组成金融工作团（简称“金工团”）赴港，整理、改造在港的15家国营或公私合营金融机构，共有资产5.25亿港元，80%集中在中国银行香港分行（简称“港中行”），交通银行香港分行和中国农民银行香港分行分别佔8%和5%。可分为三类：
- 国有机构
  - 南洋商业银行
  - 宝生银号
  - 香港民安保险公司
- 总行（总管理处、总局、总公司）在内地的机构
  - 中国银行香港分行（简称“港中行”）
  - 交通银行香港分行
  - 中国实业银行香港分行
  - 新华银行香港分行
  - 福建省银行香港分行：1950年下半年机构改组，并入南洋商业银行。
  - 中国保险公司香港分公司
- 内地机构已撤销，但香港机构尚在
  - 中国农民银行香港分行
  - 广东省银行香港分行
  - 广西省银行香港分行
  - 中央信託局香港分局
  - 邮政储金汇业局香港分局
  - 中国农民保险公司香港分公司

1951年9月，中国银行驻港总稽核室成立，项克方为中国银行驻港总稽核。在香港建立了中资金融的阵地。1958年兼任“中資各行總管理處駐港處主任”。三年困难时期领导創辦僑光置業公司，庄世平任董事长，梁燊为总经理。60年代初中国银行驻港总稽核室代管香港天廚味精廠与南洋煙草公司。
1964年调回北京的中国人民银行总行。临行前，與夫人梁舒中將多年積蓄的3000港元捐給港九勞工子弟學校。
1979年被任命為中国银行副董事長、中国银行副行長。
第五、第六、第七屆全國政協委員。1993年離職休養。